# Phenacoccus quadricaudata
Phenacoccus quadricaudata är en insektsart som först beskrevs av Victor Antoine Signoret 1875.  Phenacoccus quadricaudata ingår i släktet Phenacoccus och familjen ullsköldlöss.
Artens utbredningsområde är Frankrike. Inga underarter finns listade i Catalogue of Life.